# 雙卡風暴
雙卡風暴是指在2005年下半年起，因為中華民國國內銀行信用卡和現金卡（雙卡）發卡過多，持卡人信用過度擴張，在個人無法還款時，形成個人卡債，造成銀行呆帳的金融事件。
自1997年的亞洲金融風暴開始，銀行逾放款增加，企業融資管道增加，企業金融業務開始緊縮。銀行開始轉向個人金融業務。銀行開始推動信用卡業務，但大眾當時尚不清楚信用卡分期付款的利息影響，造成信用擴張。1999年萬泰銀行（後來已併入凱基商業銀行）推出「喬治瑪莉」現金卡，因景氣不佳，多人申辦，也有許多銀行引進現金卡業務，最後造成許多信用卡和現金卡的用戶未能如期繳款，因而形成雙卡風暴。